# Ambassis macleayi
Ambassis macleayi es una especie de pez del género Ambassis, familia Ambassidae. Fue descrita científicamente por Castelnau en 1878.
Se distribuye por Oceanía: Australia y Nueva Guinea. La longitud estándar (SL) es de 9 centímetros. Habita en los márgenes de los arroyos y pantanos, frecuentemente en la vegetación acuática densa donde se alimenta de crustáceos, insectos, peces y algas.
Está clasificada como una especie marina inofensiva para el ser humano.